# الیکایی سینالوآ
الیکایی سینالوآ (نام علمی: Thryophilus sinaloa) نام یک گونه از سرده بوریاخواه‌ها است.